# 브루나이 다루살람 대학교
브루나이 다루살람 대학교, 평화의 땅 브루나이국 대학교(말레이어: Universiti Brunei Darussalam, 영어: University of Brunei Darussalam)는 줄여서 UBD으로 알려진 브루나이 반다르스리브가완의 국립 대학교이다. 브루나이에서 제일 오래된 대학교이기도 하다.